# Tapinauchenius violacea
Tapinauchenius violacea là một loài nhện trong họ Theraphosidae và thuộc chi Tapinauchenius. Loài này phân bố ở Brasil.